# L'Énigme du Code noir
 (décembre 2024).
Si vous disposez d'ouvrages ou d'articles de référence ou si vous connaissez des sites web de qualité traitant du thème abordé ici, merci de compléter l'article en donnant les références utiles à sa vérifiabilité et en les liant à la section « Notes et références ».
L'Énigme du Code noir est un roman policier historique de Laurent Joffrin publié en 2022 C'est la 16e enquête du commissaire Nicolas Le Floch, la deuxième écrite par Laurent Joffrin après la disparition de Jean-François Parot

## Résumé
Le roman se déroule du 17 avril au 15 mai 1791 après la découverte  par l'inspecteur de police Pierre Bourdeau, fidèle assistant de Nicolas Le Floch,  du cadavre du Comte de Fleuriau mutilé d'une jambe et d'un bras après pendaison devant le porche de son hôtel particulier  de la rue du Vieux Colombier.
Il apparait que ces mutilations sont celles infligées aux esclaves des Antilles repris après tentative d'évasion en application du Code noir et que le Comte de Fleuriau était un planteur de Guadeloupe. Ce meurtre serait-il une vengeance des mulâtres ou esclaves affranchis à la suite de l'exécution de Vincent Ogé révolutionnaire haïtien ou un assassinat perpétré par les esclavagistes et attribué aux partisans de l'abolition de l'esclavage pour les discréditer ?  
L'enquête se déroule pendant les débats de l'Assemblée constituante sur l'égalité des hommes de couleur affranchis et le statut des esclaves, opposant les planteurs regroupés dans le club Massiac et les amis des noirs. dont l'une des représentantes, Olympe de Gouges est un personnage du roman.
Comme dans les enquêtes précédentes, Nicolas Le Floch rencontre le roi Louis XVI. À cette période, la famille royale, empêchée de sortir du palais des Tuileries, est environnée de l'hostilité des révolutionnaires des sections et le projet d'une fuite est évoqué.
Au fil du récit, on rencontre de nombreux personnages connus, tels le violoniste Chevalier de Saint-George, Olympe de Gouges membre de la société des amis des noirs interrogée par le commissaire, l'écrivain Nicolas Restif de la Bretonne.